# Tamara Davies
 (décembre 2011).
Si vous disposez d'ouvrages ou d'articles de référence ou si vous connaissez des sites web de qualité traitant du thème abordé ici, merci de compléter l'article en donnant les références utiles à sa vérifiabilité et en les liant à la section « Notes et références ».
Tamara Marie Davies est une actrice américaine née le 6 juin 1972 à Moore, Oklahoma, États-Unis. 

## Biographie
Tamara Marie Davies  passe son enfance dans l'État de l'Oklahoma. Puis elle poursuit ses études à l'université de New York, puis de l' Iowa, et c'est en  Caroline du Nord à Chapel Hill qu'elle obtient son diplôme.  Tamara a aussi appris à jouer du piano classique. Plus tard, elle déménage à Los Angeles en 1998 pour jouer la comédie à la télévision et au cinéma. En 2001, elle apparaît dans le thriller d'action  They Crawl puis dans le film Impact imminent en 2002 où elle joue aux côtés de John Rhys-Davies et Rutger Hauer, Mark Dacascos.
Elle participe à des actions de bienfaisance pour le combattre le cancer du sein et aider les sans-abris, notamment en aidant à servir des dîners de Thanksgiving à l'abri du centre-ville de Los Angeles. Elle détient une ceinture bleue de jiu-jitsu brésilien, et exécute ses cascades et ses combats pour ses propres films notamment pour le film Black Dawn en 2005 auprès de Steven Seagal.
Avant de devenir actrice, elle a travaillé comme barmaide, serveuse et télévendeuse.
Elle est passionnée de yoga, de danse, de parachutisme et d'escalade.
Ses auteurs préférés sont James Joyce, Tom Robbins et Sylvia Plath.

## Filmographie

### Cinéma
- 1998 : Decay de Jason Robert Stephens : Katherine Puller
- 1998 : Shaking All Over (court métrage) de Dominique Forma : ?
- 2000 : Closing the Deal de Art Altounian : ?
- 2001 : They Crawl (en) de John Allardice : Gina O'Bannon
- 2002 : Vent de panique (Gale Force) de Jim Wynorski : Mindi Rain
- 2002 : Katherine (court métrage) de Mary Louise Stoughton : Katherine
- 2005 : Happy Endings de Don Roos : Shauna
- 2005 : Mission Abysses (Deep Rescue) de Chris Bremble : Amanda
- 2005 : Black Dawn : Dernier Recours de Alexander Gruszynski : Agent Amanda Stuart
- 2006 : Venus (court métrage) de Daniel Maidman : Penelope

### Télévision

#### Séries télévisées
- 1997 : Port Charles : Dr. Amanda 'Amy' Harris-Stradling
- 2000 : Voilà ! (Just Shoot Me!) : Femme blonde (non créditée),(saison 4, épisode 13)
- 2003 : Spy Girls (She Spies) : Natalie (saison 1, épisode 12)
- 2002-2003 : Amour, Gloire et Beauté (The Bold and the Beautiful) : Dr. Tricia Quick (24 épisodes)
- 2005 : Les Experts (CSI: Crime Scene Investigation) : Brooke Harris (saison 6, épisode 1 : Tomber des nues)

#### Téléfilms
- 2001 : Area 52 de Adam Turner : Kat Kerns
- 2001 : Project Viper de Jim Wynorski : Sid Bream
- 2002 : Impact imminent (Scorcher) de James Seale : Julie McGrath

## Théâtre
- A Month in the Country
- Into the Woods
- Mesure pour mesure (Measure for Measure)
- The Fantasticks